# Lamb (gruppo musicale)
Lamb è un duo musicale di Manchester (Inghilterra). Il duo è composto dal produttore Andy Barlow, conosciuto anche con lo pseudonimo di Hipoptimist, e dalla cantautrice Lou Rhodes. 
Raggiungono il successo commerciale con i due singoli Gorecki e Gabriel.

## Stile
Il loro stile si basa sulla musica elettronica, influenzata dal trip hop, dalla techno e dal drum and bass.

## Storia del gruppo

### Prime produzioni
Andy e Lou si incontrano nel 1994 a Manchester. Il primo era un patito di musica elettronica ed era in cerca di una cantante, mentre Lou era appassionata di folk e di poesie.
L'album d'esordio arriva nel 1996 e si intitola proprio Lamb. Dopo aver fornito un demo intitolato Gold alla Fontana Records, vengono subito messi sotto contratto da quest'ultima, che pubblica il disco. L'album ottiene subito ottime critiche e la band si fa subito apprezzare nella scena alternativa inglese. Si notano nel disco l'uso di un contrabbasso e di notevoli manipolazioni elettroniche fornite dalla verve di Andy, mentre la voce di Lou dà un tocco intimista e dolce. 
Gorecki (inserita poi nel film Moulin Rouge!) sarà il singolo che trainerà l'avvio di carriera del duo.
Nel 1999 arriva Fear of Fours, in cui Andy si concentra ancora sui virtuosismi tecnici (lo stesso titolo sta a significare "paura per i 4/4", ossia per i ritmi regolari), mentre Lou fornisce quel poco di melodia.
Nel 2000 suonano al Monza Rock Festival registrando la unanime approvazione di un vastissimo pubblico.
Nel 2001 esce un disco in netto contrasto con i precedenti. Si tratta di What Sound, più equilibrato e sereno, con tendenze relative alla musica d'autore e alla folktronica, tanto amata da Lou. A questo disco hanno partecipato i chitarristi Jimi Goodwin (Doves) e Arto Lindsay, Me'Shell NdegeOcello (basso) e Michael Franti (cori). 
In questo disco è presente la hit Gabriel.
Il successivo album Between Darkness and Wonder prosegue sulla falsariga del precedente. Registrato in un piccolo casolare a Bath, vede la collaborazione di altri musicisti e compositori: il contrabbassista jazz Jon Thorne, il chitarrista islandese Oddur Mar Runnarson e il batterista danese Nikolaj Bjerre. Tuttavia il disco non convince la critica.
Nel 2004 il loro tour ha prodotto show memorabili, secondo la stampa britannica. L'apparizione dal vivo dei Lamb del settembre 2004 al Paradiso di Amsterdam è stata "spacciata" come la loro ultima performance pubblica. Inoltre era previsto un DVD live di quest'ultimo evento, con pubblicazione nel 2005 ma il disco non è stato pubblicato.

### Periodo di pausa e progetti paralleli
Dopo Between Darkness And Wonder, Andy e Lou decidono di separarsi di comune accordo, per proseguire ognuno per la propria strada. Viene comunque pubblicata la raccolta Best Kept Secrets nel giugno del 2004. Nel 2005 questo greatest hits viene seguito dal Lamb Remixed, album di remix delle loro canzoni più famose. Nello stesso anno viene pubblicato a nome Lamb (si tratta però solo di Andy) la compilation Back To Mine - The Vodoo Sessions/Lamb, che si rifà allo stile delle LateNightTales.
Andy Barlow decide quindi di adottare lo pseudonimo Hip Optimist per mettere mano alle produzioni da solista di Lou. Al contempo, Andy collabora con la cantante Carrie Tree con cui mette in piedi il progetto Luna Seed. Forma inoltre una band chiamata Hoof (con cui tuttavia non incide album). Nel 2011, sotto la sigla Lowb, Andy pubblica l'album solista Leap And The Net Would Appear.
Lou Rhodes, invece, incide tre album da solista in cui ritorna alle sue radici folk. I tre dischi vengono pubblicati dalla sua etichetta discografica indipendente e prendono il nome di Beloved One (2006, nominato ai Mercury Prize), Bloom (2007) e One Good Thing (2010).

### Reunion
Già nell'agosto 2009, contattati dagli organizzatori del festival musicale The Big Chill, i Lamb si esibiscono insieme dopo lo scioglimento. Numerose sono le altre apparizioni pubbliche fornite dal gruppo (tra queste al Cactus Festival e al Beautiful Days Festival) nel corso del 2009. 
Nell'aprile 2011 il duo pubblica alcuni resoconti di questi live in Lamb Live At Koko (Strata Music).
Nel maggio 2011 viene pubblicato 5, anticipato da alcuni videoclip di diverse sedute di studio in anteprima sul web. A questo disco partecipa Damien Rice (in Back to Beginning). Essendo pubblicato dall'etichetta discografica indipendente della stessa band, il disco viene reso disponibile solo attraverso il sito della band. Inoltre viene stampata un'edizione limitata contenente un secondo CD con versioni alternative e un artwork più esteso.
Nel corso del 2011 ritornano in tour in giro per l'Europa.
Nell'ottobre 2014 esce il loro nuovo album Backspace Unwind.

## Video
I loro artistici video attingono influenze che partono dal Cyberpunk attraverso lo THX 1138 di 'George Lucas' fino allo Zen Buddhism.

## Curiosità
Il loro singolo Gorecki, estratto dall'album di debutto, è ispirato alla terza sinfonia del compositore polacco Henryk Górecki (che dà appunto il nome alla canzone), la Symphony of Sorrowful Songs. Il brano è stato usato da Baz Luhrmann in alcune scene di Moulin Rouge!, negli spot della birra Guinness, in quello di Costa Crociere (1999) e in quello del videogioco Tomb Raider: Underworld.

## Discografia

### Album in studio
- 1996 - Lamb (Fontana Records)
- 1999 - Fear of Fours (Polygram Records; raggiunge la numero 35 posizione nella Billboard Heatseekers chart) (UK e la posizione: 37[4])
- 2001 - What Sound (Koch Records) (posizione nelle UK chart: 54)[4]
- 2003 - Between Darkness and Wonder (Koch Records)
- 2011 - 5 (Strata)
- 2014 - Backspace Unwind (Strata)
- 2019 - The Secret Of Letting Go (Cooking Vinyl)

### Raccolte
- 2004 - Back to Mine - Lamb - The Voodoo Collection (DMC Records)
- 2004 - Best Kept Secrets: The Best of Lamb 1996-2004 (Universal Records)

### Remix
- 2005 - Lamb Remixed (Mercury/Universal Records)
- 2011 - Build a fire - Gaudi remix (Strata Records)

### Singoli
- 1996 - Cotton Wool
- 1996 - Gold
- 1996 - God Bless
- 1997 - Górecki (posizione nella UK chart: 30[4])
- 1999 - B Line (posizione più alta raggiunta nelle UK chart: 52[4])
- 1999 - All in Your Hands (posizione più alta raggiunta nelle UK chart: 71[4])
- 1999 - Softly
- 2001 - Gabriel (edizione limitata)
- 2002 - Sweet
- 2004 - Wonder
- 2011 - Build a Fire
- 2012 - Butterfly Effect
- 2014 - We Fall In Love
- 2014 - Transfatty Acid E.P.
- 2019 - The Secret Of Letting Go

### DVD
- 2004 - The Fall & Rise of the Fools Ark (con Dadara and Jesse)